# Krasice (Prostějov)

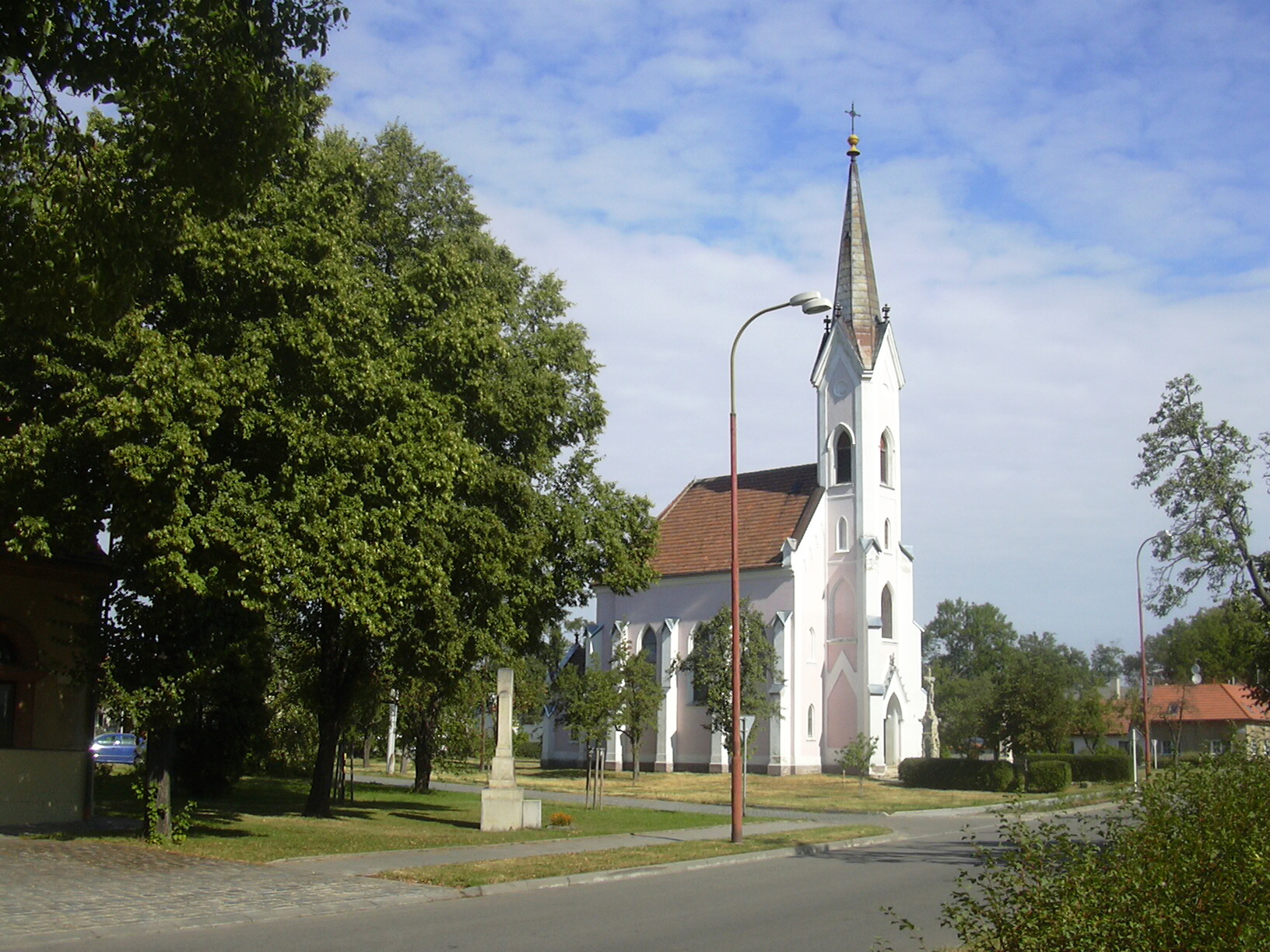
Kirche des hl. Josef

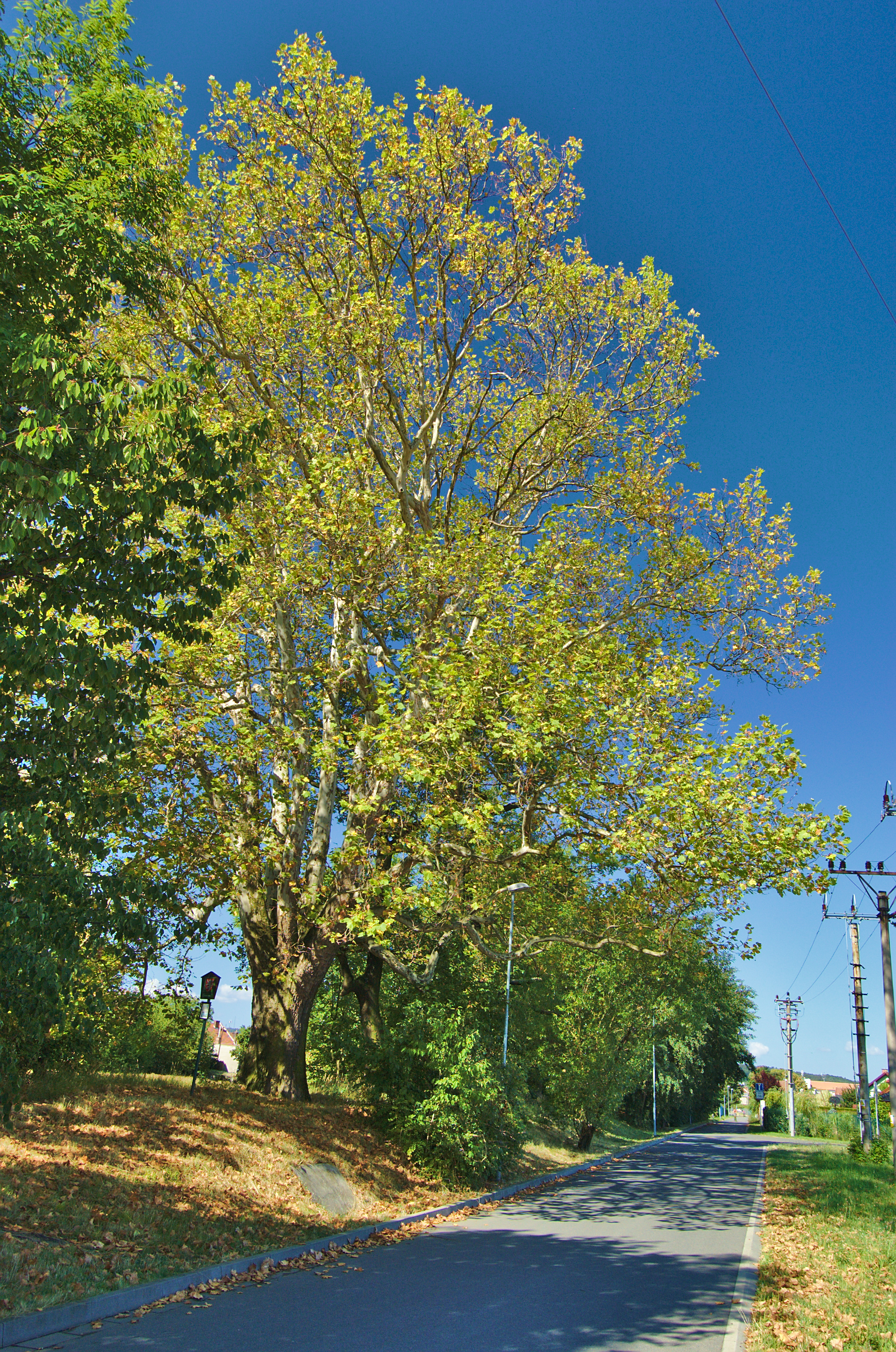
Ahornblättrige Platane am Teich

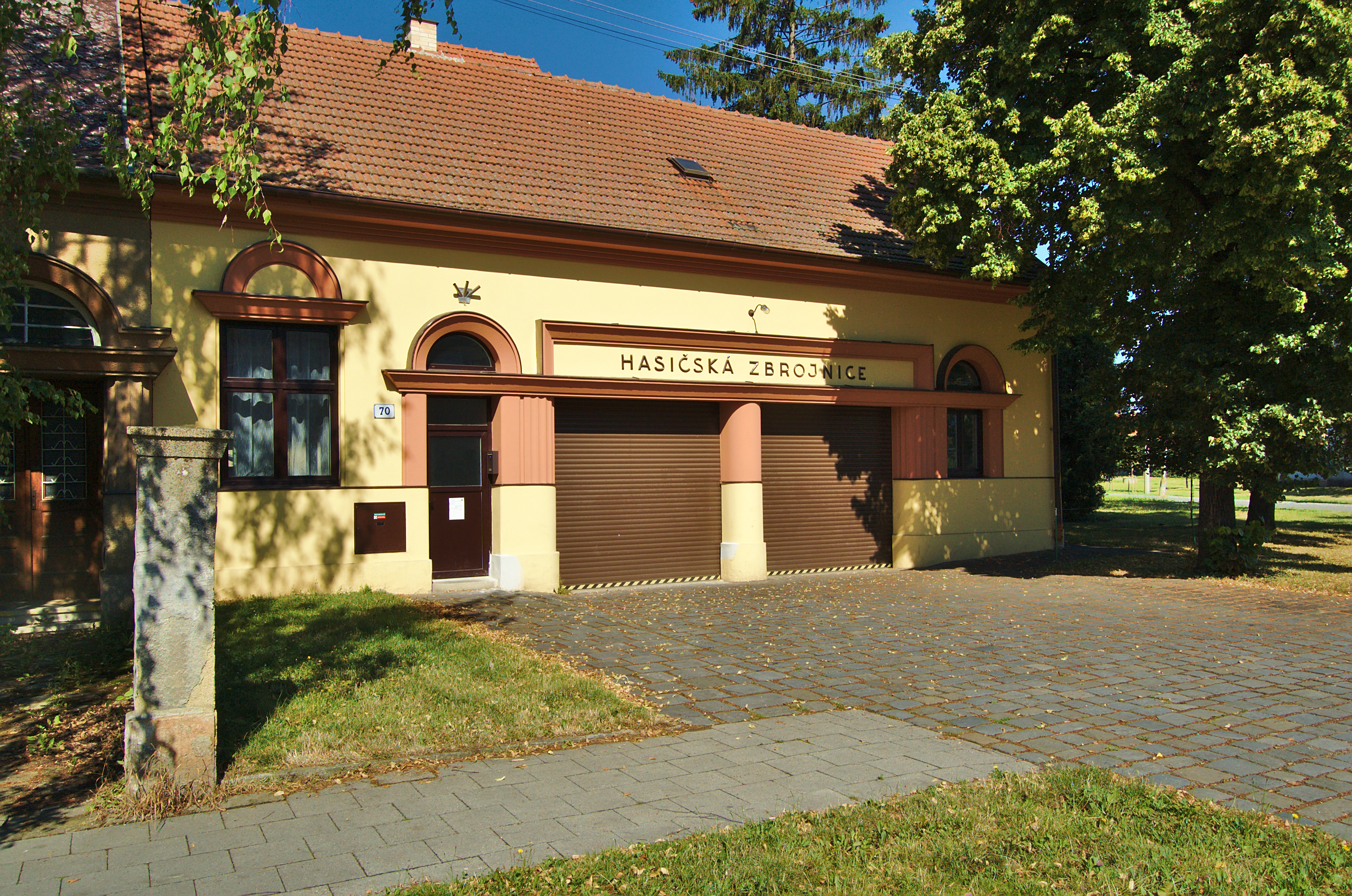
Spritzenhaus

Krasice (deutsch Krassitz, auch Krasitz) ist ein Ortsteil der Stadt Prostějov in Tschechien. Er liegt zwei Kilometer westlich des Stadtzentrums von Prostějov und gehört zum Okres Prostějov.

## Geographie
Das ehemalige Platzdorf Krasice befindet sich in der Obermährischen Senke (Hornomoravský úval) am Čechovický náhon bzw. Mlýnský náhon (Proßnitzer Mühlgraben), der nördlich des Ortskerns den Teich Krasický rybník speist. An der nördlichen Gemarkungsgrenze fließt der Bach Hloučela. Durch Krasice verläuft die Staatsstraße I/150 zwischen Prostějov und Boskovice.
Nachbarorte sind Kostelec na Hané, Čelechovice na Hané und Smržice im Norden, Sídliště Hloučela und Sídliště Svobody im Nordosten, Anenské Předměstí im Osten, Žešov im Südosten, Určice und Seloutky im Süden, Prostějovičky und Krumsín im Südwesten, Čechovice im Westen sowie Lešany und Bílovice im Nordwesten.

## Geschichte
Die erste urkundliche Erwähnung von Krasice erfolgte im Jahre 1310 als Teil des Plumlover Burgbannes. Als König Johann von Luxemburg 1322 die Burg Plumlov an Wok von Krawarn verkaufte, wurde auch Krasyc unter den zugehörigen Gütern aufgeführt. Später ging Krasice als Zubehör der  Feste Čechovice als Mitgift an Margarethe von Krawarn. Sie trat 1353 darauf 300 Mark an ihren Mann, Wilhelm von Herstein (Vilém z Hernštejna), ab. Dieser verschrieb zwei Jahre später seiner zweiten Frau Klara 250 Mark auf beide Dörfer. Später gelangte Krasice wieder zur Burg Plumlov zurück.
Im Jahre 1391 schenkte Peter von Krawarn die Dörfer Krasice und Mostkovice der von ihm neu gestifteten Augustiner-Propstei Proßnitz. Nach der Auflösung des Klosters bemächtigten sich die Herren von Krawarn auf Plumlov beider Dörfer. Nachdem das Geschlecht von Krawarn 1466 mit dem Tode des Georg von Krawarn im Mannesstamm erloschen war, bestimmte 1490 dessen Tochter, Johanna verheiratete von Kunstadt, ihren Schwiegersohn Vratislav von Pernstein zum Erben der Herrschaft Plumenau. Im Jahre 1494 befreite Johanna von Krawarn Krasitz zusammen mit Stichowitz von der Anfallsverbindlichkeit. Nach dem Tode des Johann von Pernstein verkauften dessen Erben die verschuldete Herrschaft Plumenau im Jahre 1600 an Karl von Liechtenstein; sie wurde damit Teil des großen Majorates des Hauses Liechtenstein. Während des Dreißigjährigen Krieges verödete das Dorf. 1715 wurde die St.-Josefs-Kapelle errichtet. In der zweiten Hälfte des 18. Jahrhunderts setzte ein Ausbau von Krasice ein.
Im Jahre 1835 bestand das im Olmützer Kreis gelegene Dorf Krasitz bzw. Krasice aus 39 Häusern mit 299 mährischsprachigen Einwohnern. Haupterwerbsquelle bildete die Landwirtschaft. Im Ort gab es eine Kapelle des hl. Josef. Pfarr- und Schulort war Proßnitz. Am 20. April 1836 erbte Fürst Alois von und zu Liechtenstein die Herrschaft. Bis zur Mitte des 19. Jahrhunderts blieb Krasitz der Fideikommissherrschaft Plumenau untertänig.
Nach der Aufhebung der Patrimonialherrschaften bildete Krasice / Krassitz ab 1850 eine Gemeinde im Gerichtsbezirk Proßnitz. Ab 1869 gehörte Krasice zum Bezirk Proßnitz; zu dieser Zeit hatte das Dorf 417 Einwohner und bestand aus 56 Häusern. In dieser Zeit begann der Wandel von einem aus Häusern um den Anger bestehenden Bauerndorf zu einem Vorort von Proßnitz; ein Teil der Bewohner arbeitete in den Proßnitzer Textilfabriken oder schneiderte für diese in Heimarbeit. Zwischen 1893 und 1894 entstand auf dem Dorfplatz die Kirche des hl. Josef. 1898 wurde die Schuhfabrik gegründet. Im Jahre 1900 lebten in Krasice 430 Personen; 1910 waren es 608. Die Freiwillige Feuerwehr wurde 1903 gegründet. Nach dem Ersten Weltkrieg zerfiel der Vielvölkerstaat Österreich-Ungarn, das Dorf wurde 1918 Teil der neu gebildeten Tschechoslowakischen Republik. Beim Zensus von 1921 lebten in den 94 Häusern von Krasice 549 Tschechen. In dieser Zeit wuchs Krasice immer mehr mit Čechovice und der St. Anna-Vorstadt von Prostějov zusammen. 1930 bestand Krasice aus 104 Häusern und hatte 604 Einwohner. Von 1939 bis 1945 gehörte Krasice / Krassitz zum Protektorat Böhmen und Mähren. Nach der Errichtung des Truppenübungsplatzes Wischau wurden 17 Familien aus den abgesiedelten Dörfern nach Krasice umgesiedelt. Nach dem Ende des Zweiten Weltkrieges erfolgte 1945 die Verstaatlichung der Schuhfabrik; sie wurde 1949 mit weiteren Schuh- und Lederwarenherstellern zum Staatsbetrieb „Gala“ zusammengeschlossen. 1947 bekundete die Stadt Prostějov ihr Interesse an einer Eingemeindung von Krasice, was vom Örtlichen Nationalausschuss abgelehnt wurde. Die an der Hauptkreuzung gestandene alte St.-Josefs-Kapelle hatte seit dem Kirchenbau ihre Bedeutung verloren, ihr Abbruch erfolgte 1948.
Im Jahre 1950 hatte Krasice 831 Einwohner. Zwischen 1950 und 1954 war Krasice erstmals nach Prostějov eingemeindet, danach wurde das Dorf kurzzeitig wieder eigenständig. Die östlich des Teiches Krasický rybník am Abzweig des alten Fahrweges zum Plumlovské Předměstí (Plumenauer Vorstadt) gestandene und baufällig gewordene Wegkapelle wurde am 28. März 1955 auf Antrag der „Gala“ abgebrochen, da sie als Hindernis sowohl für die Einfahrt zur Werksgarage als für die Durchfahrt auf der Dorfstraße angesehen wurde. 1957 erfolgte die Gründung einer JZD; die Krasicer Landwirte hatten lange Zeit wenig Interesse an einer Kollektivierung gezeigt. 1963 wurde Krasice erneut nach Prostějov eingemeindet. Zum Ende des 20. Jahrhunderts setzte ein rasantes Wachstum des Ortsteils ein. Insbesondere die bis dahin als ertragreiches Ackerland genutzten Fluren nördlich der Staatsstraße I/150 wurden bebaut; dort entstanden auch das Neue Krankenhaus und die Poliklinik der Stadt Prostějov. Zwischen 1980 und 1991 verdoppelte sich die Einwohnerzahl von Krasice von 725 auf 1553, auch die Häuserzahl stieg von 209 auf 296. Beim Zensus von 2001 lebten in den 301 Häusern von Krasice 2046 Personen. Das Wachstum des Ortsteils hält weiterhin an.

## Ortsgliederung
Der Ortsteil Krasice umfasst den Katastralbezirk Krasice sowie einen geringen Teil des Katastralbezirks Čechovice u Prostějova.

## Wirtschaft
Bedeutendes Unternehmen ist die Gala a.s., die v. a. Sport- und Medizinbälle, Gurte, Tragevorrichtungen und Boxsäcke produziert.

## Sehenswürdigkeiten
- Neogotische Kirche des hl. Josef, auf dem Dorfplatz. Der einschiffige Bau wurde in den Jahren 1893–1894 errichtet und am 28. Oktober 1894 geweiht. 1993 wurde sie rekonstruiert.[4]
- Statue des hl. Johannes von Nepomuk, vor der Kirche
- Steinernes Kreuz, vor der Kirche
- Ahornblättrige Platane am Nordufer des Teiches Krasický rybník, Baumdenkmal
- Bildstock, am südlichen Ortsausgang, errichtet Ende des 18. Jahrhunderts
- Gedenkstein für die Gefallenen des Ersten Weltkrieges, vor dem Spritzenhaus
- Gedenktafel für den Motorsportler Zdeněk Mráz (1938–1961), am Haus ul. Západní 62 gegenüber "Gala", er verunglückte dort am 17. September 1961 tödlich